# Грамота на права и выгоды городам Российской империи
Грамота на права и выгоды городам Российской империи, известная также под названием Жалованная грамота городам 1785 г., — законодательный акт, изданный Екатериной II 21 апреля 1785 г. и регламентирующий правовой статус «городских обывателей».
Грамота определила новые выборные городские учреждения, несколько расширив круг избирателей. Горожане были поделены на шесть разрядов по имущественным и социальным признакам:
- «настоящие городские обыватели» — владельцы недвижимости из дворян, чиновников, духовенства;
- купцы трёх гильдий;
- ремесленники, записанные в цехи (цеховые);
- иностранцы и иногородние;
- именитые граждане;
- посадские люди — все прочие граждане, кормящиеся в городе промыслами или рукоделием.

Сведения о горожанах заносились в городовую обывательскую книгу.
Фактически Жалованная грамота городам зафиксировала два сословия — купечество и мещанство. Эти разряды получили основы самоуправления, в известном смысле аналогичные основам Жалованной грамоты дворянству 1785 г. В соответствии с Грамотой в городах раз в три года созывалось собрание «градского общества», в которое входили лишь наиболее состоятельные горожане. Постоянно действующим городским органом была «общая градская дума», состоящая из городского головы и шести гласных (шестигласная дума). Судебными выборными учреждениями в городах являлись городовые магистраты — органы сословного городского самоуправления, отдельно избирались суды для дворян и для городского населения.
«Жалованная грамота городам» была опубликована одновременно с «Жалованной грамотой дворянству» в апреле 1785 г. Она состояла из манифеста, шестнадцати разделов и 178 статей.
Жалованная грамота городам завершила устройство так называемого городского общества. Это общество составлялось из обывателей, принадлежащих к податным сословиям, то есть к купцам, мещанам и ремесленникам. Грамота закрепляла единый сословный статус всего населения городов независимо от профессиональных занятий и родов деятельности.
Положения, введенные Жалованной грамотой городам, действовали до принятия Городового положения 1870 г.